# Petr Bohačík
Petr Bohačík (Opava, 14 agosto 1985) è un cestista ceco.